# اللغة القلميقية
القلميقيّة أو الكالميك (بالإنجليزية:  Kalmyk Oirat)‏ (بالروسية: калмыцкий язык kalmyckij jazyk؛ وبالقلميقية: Хальмг келн Xal’mg keln؛ 
هي أحد أنواع لغة الأويرات، يتحدث بها أصلاً شعب قلميق في قلميقيا والتي تنتمي إلى عائلة اللغة المنغولية. شعب قلميق في شمال غرب بحر قزوين في روسيا يدعي أنه ينحدر من أويرات من أوراسيا، الذين استقروا تاريخياً في منغوليا وشمال غرب الصين. وفقاً لليونسكو فإن هذه اللغة «مهددة». وفقاً للتعداد السكاني الروسي لعام 2010، هناك 80,500 متحدثاً من السكان الإثنيين الذين يتألفون من 183,000 شخص، وبحسب إحصاء آخر فإن هناك 154000 متحدث. يتم التحدث بها أيضاً في جمهورية الصين الشعبية، وفي مناطق ثقافة الأويرات (خاصة في منطقة الأويغور ذاتية الحكم لشينجيانغ وفي مقاطعتي تشينغهاي وغانسو)، وكذلك في غرب منغوليا.

## التاريخ
يتم التحدث الآن بالقلميقية كلغة أصلية فقط من قبل أقلية صغيرة من سكان قلميقيا. بدأ تراجعها كلغة حية بعد ترحيل شعب قلميقيا بشكل جماعي من وطنه في كانون الأول / ديسمبر عام 1943، كعقاب على تعاون محدود من قلميقيا مع النازيين. من بين العوامل المهمة التي ساهمت في زوالها ما يلي: 
- وفاة نسبة كبيرة من أهل قلميقيا بسبب الأمراض وسوء التغذية، سواء أثناء سفرهم أو عند وصولهم إلى مستوطنات نائية نائية في آسيا الوسطى وجنوب وسط سيبيريا والشرق الأقصى السوفيتي آنذاك.
- التشتت الواسع لأهل قلميقيا.
- مدة المنفى، والتي انتهت في عام 1957.
- وصمة العار المرتبطة بتهمة الخيانة.
- الاستيعاب في الثقافة الأكبر والأكثر هيمنة.

ساهمت هذه العوامل في عدم انتقال اللغة بين الأجيال.
في عام 1957، أعادت الحكومة السوفيتية ولاية قلميقيا إلى الحكم الذاتي وأعادت في وقت لاحق إنشاء جمهورية قلميقيا المتمتعة بالحكم الذاتي. سمح لشعب قلميقيا بالعودة إلى الجمهورية عام 1957، أي بعد 14 سنة من النفي. ومع ذلك فقدأصبحت اللغة الروسية هي اللغة الرسمية للجمهورية، وفُرضت السوفيتية على شعب قلميقيا، مما أدى إلى تخفيضات جذرية في تعليم اللغة القلميقية. أصبحت الأبجدية السيريلية راسخة بين القلميقيين (والشعوب الأخرى)، جدا. على سبيل المثال، تم نشر الكتب والدوريات والصحف وما إلى ذلك. بحلول أواخر سبعينيات القرن العشرين، أصبحت اللغة الروسية هي اللغة الأساسية للتعليم في جميع المدارس في الجمهورية.
خلال فترة بيريسترويكا، قام علماء اللغويات في قلميقيا، بالتعاون مع حكومة قلميقيا، بالتخطيط لمحاولة إحياء اللغة القلميقية وحاولوا تنفيذها. واعتبر هذا الإحياء جزءاً لا يتجزأ من إعادة تأكيد ثقافة قلميقيا. في إشارة رمزية مهمة، تم إعلان اللغة القلميقية لغة رسمية للجمهورية، مما منحها مكانة متساوية مع اللغة الروسية فيما يتعلق بالاستخدام الرسمي الحكومي وتعليم اللغة.
خلال إنتاج فيلم حرب النجوم الجزء السادس: عودة الجيداي، قام المصمم الصوتي وشريكه في الحياة «بن كورتيس» - ببناء لغة مبنية على أساس القلميقية بعد سماعها في فيلم وثائقي وتأثرت بهذه الصوتيات غير المعتادة.

## التوزع الجغرافي
غالبية متحدثي اللغة القلميقية يعيشون في جمهورية قلميقيا، حيث أنها لغة رسمية هناك. هناك مجموعة صغيرة من متحدثي اللغة القلميقية يعيشون أيضًا في فرنسا والولايات المتحدة الأمريكية، لكن استخدام قلميقيا في تراجع حاد. في جميع المواقع الثلاثة وتعتبر قلميقيا لغة مهددة بالانقراض.
اعتبارًا من عام 2012، كان جماعة لغوية من قلميقيا في نيو جيرسي، وصلت إلى الولايات المتحدة في الخمسينيات، وخططوا للعمل على مشروع الأصوات المهددة بالانقراض لتعزيز لغة وثقافة قلميقيا.

## التصنيف اللغوي
من وجهة نظر متزامنة، تعد قلميقيا المجموعة الأبرز في الأويرات. وهي قريبة جدا من لهجات أويرات الموجودة في منغوليا وجمهورية الصين الشعبية، صوتيا ومورفولوجيا. ومع ذلك فإن الاختلافات في اللهجات تتعلق بالمفردات، حيث تأثرت اللغة القلميقية بالكلمات الروسية واللغات التركية المختلفة واعتمدتها.
اثنين من السمات الهامة التي تميز قلميقيا هي التراص والانسجام، يتم تكوين الكلمات عن طريق لاحقات مضافة للكلمات الموجودة، والتي تسمى الكلمات الجذرية أو الكلمات الجذرية. البادئات، ومع ذلك ليست شائعة في المنغولية. هناك توافق بين حروف العلة في جذر الكلمة والحروف الساكنة في لاحقة الكلمة أو لاحقاتها. تشمل الميزات الأخرى عدم وجود الجنس النحوي (مع التمييز بين المذكر والمؤنث والمحايد).
لديها بعض العناصر المشتركة مع لغات الأورال والويغور، والتي تعكس أصلها من اللغة العامة للأويرات، وهو اتحاد من أربع قبائل الأويرات التي استوعبت بعض القبائل الأوغرية والتركية خلال توسعها غربًا.

## نظام الكتابة
يعود التقليد الأدبي لأويرات إلى القرن الحادي عشر عندما تم استخدام النص الأويغوري القديم. تم إنشاء الأبجدية الرسمية لقلميقيا في القرن السابع عشر على يد راهب بوذي من قلميقيا يسمى زايا بانديتا. مثل الرسالة المنغولية القديمة، كان اتجاه الكتابة من أعلى إلى أسفل. على الرغم من محاولات تقريب الخطاب من اللغة المنطوقة، فقد احتوت لغة أويرات المكتوبة على العديد من الكلمات المستعارة من اللغة المنغولية ولم تستخدم في الكلام الحي. وهكذا، في بداية القرن الثامن عشر، تم تسجيل شكلين مكتوبين من اللغة القلميقية - «كتابي»، واستخدما في الممارسة الدينية ولديهما العديد من القروض المنغولية والتبتية مع المحافظة على أشكال اللغة القديمة، وكذلك «المحادثة»، المستخدمة في المراسلات الخاصة وتعكس التغييرات التي تحدث في اللغة.
في عام 1924 تم استبدال هذا البرنامج النصي بخط السيريلية، والذي تم التخلي عنه في عام 1930 لصالح النص اللاتيني.